# Koster
Koster – stanowisko archeologiczne, położone na południe od Eldred w południowej części amerykańskiego stanu Illinois.
Położone na nizinnym terenie w dolinie rzeki Illinois stanowisko posiada długą sekwencję stratygraficzną, sięgającą wczesnego holocenu. Podczas przeprowadzonych w latach 1969-1978 prac wykopaliskowych odsłonięto ślady bytności ludzkiej sięgające od ok. 7500 roku p.n.e. do 1200 roku n.e. Około 6500 p.n.e. na terenie Kloster istniało niewielkie obozowisko o obszarze ok. 0,3 ha, użytkowane sezonowo przez grupę liczącą około 25 osób. Z okresu tego pochodzi depozyt archeologiczny zawierający ostrza kamienne, wyroby kościane, ślady ognisk, a także szczątki fauny i flory. Miejscowa ludność zajmowała się polowaniem na zwierzynę płową i małe ssaki, ponadto w jej diecie obecne były małże, orzechy i ryby. Na cmentarzysku znaleziono szczątki ludzkie złożone w pozycji embrionalnej, część grobów została nakryta drewnianymi belkami lub kamiennymi płytami. Ponadto odkryto kilka pochówków psów, świadczących o udomowieniu tego zwierzęcia na obszarze Ameryki przynajmniej w VII tysiącleciu p.n.e.